# Parnassia cabulica
Parnassia cabulica är en benvedsväxtart som beskrevs av Jules Émile Planchon och Clarke. Parnassia cabulica ingår i släktet Parnassia och familjen Celastraceae. Inga underarter finns listade.